# Federica Fratoni
Federica Fratoni (Firenze, 8 giugno 1972) è una politica italiana.
È stata presidente della Provincia di Pistoia dal 2009 al 2015, nonché la prima donna a ricoprire tale carica.

## Biografia
Si è diplomata al liceo classico Niccolò Forteguerri, successivamente iscritta all'Università degli Studi di Firenze alla facoltà di Economia e Commercio, dove si è laureata nel 1997 con una tesi sul Ce.spe.vi (il Centro sperimentale vivaistico pistoiese) vincendo l'anno successivo il secondo premio del concorso annuale Pancioli, indetto da Assindustria e Fondazione Cassa di Risparmio.
Nel 2005 ha conseguito un master universitario in Organizzazione Industriale dei Servizi Pubblici Locali. Dal 1998 è Responsabile dei Servizi Finanziari presso il Comune di Buggiano.
Nel 2007 ha ricevuto la nomina di esperta nel CdA dell'Agenzia Autonoma di Gestione dell'albo Segretari Comunali e Provinciali.

### Attività politica
Ha militato nel Partito Popolare Italiano e, successivamente, nella Margherita di Francesco Rutelli, dove il PPI confluisce nel 2002 assieme a Rinnovamento Italiano di Lamberto Dini e I Democratici di Arturo Parisi, in cui ha ricoperto la carica di segretario provinciale nel 2007, poco prima della formazione del Partito Democratico (PD), dove alle prime elezioni primarie del PD è stata eletta all'Assemblea Nazionale Costituente del PD.
Alle primarie del Partito Democratico nel febbraio 2009 è stata scelta come candidata del centro-sinistra alla Presidenza della Provincia di Pistoia. Dal giugno 2009 è Presidente della Provincia di Pistoia con deleghe agli Affari generali, Politiche inerenti alla Programmazione, Turismo, Personale, Osservatorio della programmazione strategica e Osservatorio sociale.
Dal 2015 al 2020 ha ricoperto la carica di assessora nella giunta regionale della Toscana presieduta da Enrico Rossi, con deleghe all'Ambiente, assetto idrogeologico, parchi e terme.
Si candida alle elezioni regionali in Toscana del 2020 col PD, nella mozione del Presidente del Consiglio regionale uscente Eugenio Giani, venendo eletta nella circoscrizione di Pistoia come prima degli eletti in consiglio regionale della Toscana, dove ricopre l'incarico di segretaria dell’Ufficio di Presidenza.
In vista delle elezioni amministrative del 2022 si candida a sindaca di Pistoia, a capo di una coalizione di centro-sinistra che comprende il Partito Democratico, Movimento 5 Stelle, Partito Socialista Italiano e Italia Viva nella lista moderata "Civici e Riformisti", oltre alla lista civica guidata dalla consigliera uscente Federica Bonacchi "Pistoia Progresso". Al primo turno ottiene il 28,2% dei voti, venendo battuta dal 51,7% del sindaco uscente Alessandro Tomasi.